# 早坂愛梨
早坂 愛梨（はやさか あいり、1990年9月26日 - ）は、日本のAV女優。マークスグループに所属。

## 略歴
グラビア撮影、アキバでのライブ活動等、現役アイドルとして「秋野シフォン」として活動していたが「早坂愛梨」に改名してAVデビューした。
趣味はイラスト・漫画を読むこと・歌を歌うこと・ピカチュウ集め。

## 出演作品

### アダルトビデオ
2010年
- まんびらきオナニー 3（4月2日 OFFICE K'S）
- 濡れ濡れびっちょまん 2（4月9日 クリスタル映像）
- トップレスdeホールインワン?/早坂愛梨（5月28日 オルスタックピクチャーズ）
- オムニバス 2/白音絢香&春奈恋&早坂愛梨（7月29日 オルスタックピクチャーズ）他出演:白音絢香、春奈恋
- コウソク少女 H！/早坂愛梨（7月29日 オルスタックピクチャーズ）
- 性交エアラインSP（9月9日 SODクリエイト）
- レズビアン集団痴漢バス（9月19日 クロス）
- B.B.ボーイズに目覚めちゃった僕。 小悪魔編 5（11月13日 アロマ企画）
- 濡れやすいマ●コをもつ女 4時間（11月19日 クリスタル映像）
- ネットアイドル美少女コスプレイヤー早坂愛梨 ～Hな愛梨をもっと見て下さい～（12月19日 ユープランニングJAM/妄想族）

2011年
- 調教 3姉妹レズ トリプル近親相姦（1月20日 シュガーワークス）
- 愛顔零嬢 -少女二人の鼻責め援交接待-（1月20日 KEU）他出演:有村千佳
- を見てた白衣の天使が興奮してしまい僕のセンズリのお手伝いをしてくれました （1月25日 東京マニGUN’S）
- 本当にイッてる指オナニー 7（2月4日 OFFICE K'S)オムニバス作品 他出演:月嶋美唯、羽月希、里谷あい、百合菜穂子、宮野麻奈果、神崎レオナ
- 乳首でアクメ 3（2月4日 OFFICE K'S）
- 女子校生野外高速ピストンオナニー（2月15日 ジャネス）
- 文化系部活少女 漫画研究部員 あいり（2月25日 ラマ）
- 俺妹がこんなに発育してたわけがない（3月16日 ロータス）
- A○B候補生強制オ○ンコ営業 早坂愛梨（3月24日 サムシング）
- 人妻のいけない裏バイト リストラ、倒産、収入の無い夫のために私は…（3月25日 なでしこ）
- 屋外 青姦 SEX （3月25日 未来・フューチャー）
- ハメられた着エロネットアイドル 早坂愛梨（3月30日 ユープランニング）
- マゾ女 羞恥露出（4月15日 未来・フューチャー）
- 女子校生の指つまみコキ 指先だけでイカせちゃう! 5名出演 手コキ（8月25日、ジャネス）他出演:有村千佳、武藤クレア、村瀬優花、しずく

2012年
- 黒き魔装の誘惑2　邪悪に染まる聖なる桃（2月10日、GIGA）
- 第1回ギャルソンAV企画グランプリノミネート作品 ギャルの身体を手に入れた特別編 いつも僕をいじめるヤンキーの弟が突然、巨乳美少女に変身してしまった!兄弟ふたり部屋で寝泊まりしているうちに童貞の僕はついつい欲情してしまい……。（7月5日、GARCON）

### イメージビデオ
- トップレスdeホールインワン?（2010年5月29日、Aキュート）
- コウソク少女H!（2010年7月29日、Aキュート）
- ビッチズム1（2011年7月25日、bit.ch）

### オリジナルビデオ
- Juku-jo(熟女)トラッカー（2012年8月17日、オールインエンタテインメント）